# Pleurothallis grandiflora
Pleurothallis grandiflora är en orkidéart som beskrevs av John Lindley. Pleurothallis grandiflora ingår i släktet Pleurothallis och familjen orkidéer. Inga underarter finns listade i Catalogue of Life.